# La 100
La 100 es una estación de radio argentina, que se transmite en la FM 99.9 desde la Ciudad de Buenos Aires, y está al aire desde el 17 de agosto de 1985. Es propiedad del Grupo Clarín.
Desde enero de 2017, se ha convertido en la emisora FM de mayor audiencia nacional, según mediciones de Kantar Ibope Media, logrando cifras históricas de share, con más de 1 000 000 de oyentes en el AMBA. El liderazgo, que durante años estuvo en manos de otra radio, la Pop Radio 101.5, se debe al dominio absoluto en materia de audiencia en la mayoría de los tramos horarios, particularmente en la primera mañana, donde la audición de El Club del Moro —promocionada como La topadora del aire—, ha logrado grandes marcas.

## Programación
Su grilla se compone de programas de entretenimiento, Magazines en vivo y playlists musicales, especialmente de música pop actual y algunos clásicos desde la década del 80 en adelante, la cual ha sido la tónica habitual de esta broadcasting desde sus inicios, salvo por su etapa "Poné Música" entre los años 2004 y 2012, cuando la emisora adoptó un estilo similar al de Rock & Pop y Metro 95.1, tomando preponderancia el rock nacional en dicho período, así como un estilo más desenfadado en sus audiciones.
Tiene como conductores a Santiago del Moro, Claudia Fontán, Guido Kaczka, Sergio Lapegüe, Mariano Peluffo y Julieta Prandi entre otros.

## Galería

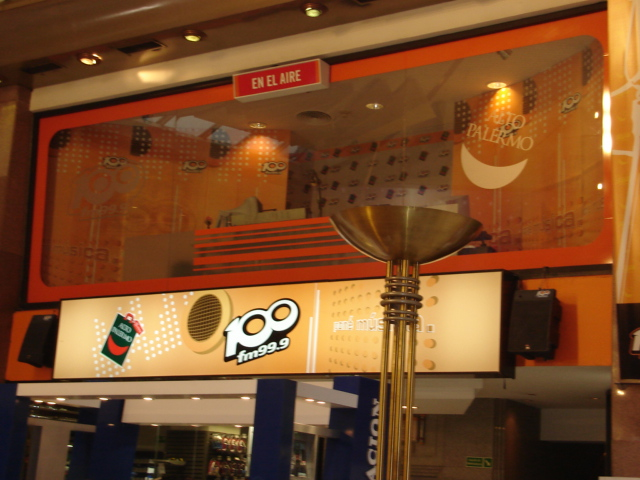
Un estudio de Radio La 100 en Alto Palermo.
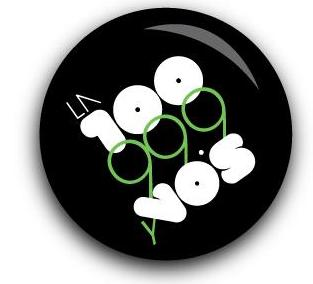
Logotipo desde 2011.